# Otto de Turri
Otto de Turri (* nach 1250; † 1343 in Niederaltaich) war ein Benediktiner und von 1335 bis 1343 Abt der Abtei Niederaltaich.
Zusammen mit dem Abt des Wiener Schottenstifts sollte er die Bestimmungen von Papst Benedikt XII. zur Reform der benediktinischen Klöster verkünden und berief dazu ein Kapitel nach Salzburg ein, das aber aufgrund der Spannungen zwischen Papst und Ludwig dem Baiern nur begrenzt besucht wurde.